# Gerda Weneskoski
Gerda Weneskoski (* 16. März 1892 in Oulu; † 4. Oktober 1984) war eine finnische Pianistin und Musikpädagogin.
Weneskoski studierte von 1910 bis 1915 an der Sibelius-Akademie in Helsinki Klavier bei Gerda Schnéevoigt und unterrichtete dann in Oulu, Tampere und Helsinki. Bekannt wurde sie vor allem als Klavierbegleiterin und Kammermusikerin. Von 1928 bis Ende der 1950er Jahre arbeitete sie als Klavierbegleiterin beim Yleisradio (Finnische Rundfunkanstalt). Außerdem unterrichtete sie von 1925 bis 1970 Klavier am Konservatorium von Helsinki. Sie war mit dem Geiger Ilmari Weneskoski verheiratet. Ihr Sohn Jorma Weneskoski ist Jazzkontrabassist.